# Magatzems El Águila (Barcelona)
Els Magatzems El Águila van ser un comerç situat a la cantonada del carrer de Pelai amb la plaça de la Universitat de Barcelona, actualment desaparegut.

## Història i descripció
El 1880, l'empresari i polític gironí Pere Bosch i Labrús (1827-1894) va obrir una sastreria a la plaça de la Verónica, que ben aviat es va traslladar a un lloc més cèntric, la plaça Reial cantonada amb el carrer del Vidre. El seu fill Pere Bosch-Labrús i Blat (1869-1936) va continuar el negoci, i el 27 d'abril del 1925 es va inaugurar un edifici de vuit plantes —cinc de les quals destinades al públic i les altres a tallers i magatzems—, amb una mena de cúpula al capdamunt sobre de la qual figurava una águila de bronze amb les ales esteses. D'aquesta manera, es transformà en uns grans magatzems on es podia trobar de tot, no només sastreria per a senyor, sinó també per a senyora, i també roba blanca, articles de viatge i esport, bijuteria, perfumeria o joguines. El volum de negoci que assolí va fer que adquirís un local al carrer de Sepúlveda, que seria el taller on es fabricaven tota mena de peces de vestir per als mateixos magatzems.
Malgrat que no van arribar a la categoria d'altres magatzems com Can Jorba, els seus aparadors i l'edifici eren sempre, i especialment en ocasions assenyalades, els més espectaculars. A finals dels anys 1950 van ser adquirits per l'industrial català Julio Muñoz Ramonet, i a partir d'aleshores, el negoci va començar a anar de baixa, fins que el 1976 va fer fallida.
El 6 de juny del 1981, un gran incendi va afectar l'edifici, que es va ensorrar parcialment, incloent l'àguila del coronament. Aleshores només se'n mantenia oberta al públic la planta baixa, dedicada a la venda d'articles d'ocasió amb el nom de Premini.